# 燈光如來
燈光如來又作錠光如來、定光如來，定光，音譯提和竭羅、提洹竭。於《過去現在因果經》卷一記載，此佛初生之日，四方皆明，日月火珠復不為用。以有此奇特，故名為普光。勝鬘夫人當來正覺之佛號。勝鬘經曰：「過二萬阿僧祇劫當得作佛，號普光如來。」。
《賢愚經》卷三〈貧女難陀品〉所載:過去久遠二阿僧祇九十一劫，閻浮提有大國王，名波塞奇。王有太子名勒那識只（即寶髻），出家學道而成佛。時比丘阿梨蜜羅日日燃燈供養彼佛，佛乃為比丘授記，告知當來成佛，名定光如來。 
據增一阿含經卷十三所載，過去久遠劫有王名為地主，將統領之閻浮里地半分予其臣善明統治，善明之第一夫人日月光生子之際，閻浮里內金光晃然，該子顏貌端正，具三十二相，因而名為燈光。

## 公案軼事
《賢愚經‧貧女難陀品》所載「貧女點燈，授記成佛」公案。
舍衛國貧苦的女眾，名叫難陀，乞討維生。一日，看到波斯匿王與王公貴族，甚至百姓人家都能殷勤誠懇的供養三寶，心生感慨：「過去世就是因為沒有種植布施的因，這一世才會有此貧窮之果報，現世已得遇佛陀正法，希望能播下善德福田。」於是興起點燈供佛，照亮祇園精舍的善因。
難陀四處的乞討，得到一枚錢之後，就去買燈油供佛； 一文錢卻只能買到很少的油，賣油的人有感於她的發心，給了她多一倍的油，方能燃燈供佛；難陀歡喜的將此盞油燈，拿到精舍供奉世尊。
難陀將點亮的油燈，置於佛前眾燈之中，並於佛前發下心願：自己今生貧窮，只能用此小燈供養佛，但願以此真誠之功德，希望來世能具智慧明光，幫助一切眾生掃清世間諸多煩惱黑暗。難陀於發了誓言之後，向佛陀致禮後便離開了。
隔日，目犍連尊者收拾燈具時，獨見一盞燈仍具明亮，燈油燈芯都無減損，猶如新燈一般，目犍連心裡想：白日點燈，用意不大。便以手要搧滅這盞燈，燃燈卻是不熄滅；再用袈裟去揮熄，油燈依舊明亮沒有損減。
佛看見目連想要滅熄此燈，告知目犍連:這盞油燈不是你以聲聞之力所能熄滅的，因為供養這盞油燈之人，所發的願力甚為廣大，即使你用四大海的水也澆不熄，或以山中的大風也是吹不滅的。
貧女繼而又來拜見佛陀，難陀以頭頂禮佛之後；於此世尊予以授記：「你將於來世二阿僧祇並一百劫後。當得作佛。名曰燈光。十種名號具足。」 

## 外部連結
- 信解脫第一的比丘尼 - 祇樹給孤獨園林  （页面存档备份，存于）